# Fritz Schuppisser
Fritz Schuppisser (Schaffhausen, 1 juni 1939 - 2001) was een Zwitsers componist, dirigent en trompettist.

## Levensloop
Schuppisser was vanaf zijn jeugd zeer geïnteresseerd aan muziek. Hij speelde van 1951 tot 1959 in de Knabenmusik Schaffhausen trompet en kreeg een intensieve muzikale opleiding. Hij werd lid van het Zwitserse leger en was ook daar trompettist. In deze tijd studeerde hij HaFa-directie. Van 1977 tot 1988 was hij dirigent van de Stadtharmonie Schaffhausen. Vanaf 1991 was hij dirigent van de Musikgesellschaft Eschenz.
Als componist schreef hij werken voor harmonieorkest. 

## Composities

### Werken voor harmonieorkest
- Campamenzo de Gitanos, Spaanse concert-wals
- Getzen-Marsch
- (Merlin) Bundesrat Moritz Leuenberger-Marsch (2e prijs in de compositie-wedstrijd van de Zwitserse federatie van HaFa-dirigenten)
- Rapolka
- Traadinger-Marsch